# Kirkemusik
Kirkemusik er musik som bruges i gudstjenesten, for eksempel orgelmusik og musik bygget over bibelske eller liturgiske tekster, også selv om de ikke kun er til gudstjenestebrug.
Man kan inddele kirkemusik i to hovedgrupper:
- Kirkemusik knyttet til sang: De vigtigste former er hymne, kantate, koral, motet, messe, oratorium, passion og rekviem.

- Kirkemusik som står alene: Især musik for orgel; nogle vigtige former er bryllupsmarch, interludium, præludium, postludium, sørgemarch.

Af betydningsfulde komponister kan nævnes: Palestrina, Girolamo Frescobaldi, Dietrich Buxtehude, Georg Friedrich Händel og Johann Sebastian Bach, men også de store wienerklassiske komponister skrev kirkemusik.

## Musik og religiøs kultus/kult
Musik og religiøs kultus eller kult hører sammen; fra de ældste tider kendes benyttelsen af musik som stemningsvækkende element ved gudstjenesten. Således også i den ældste kristne kirke. Allerede ved nadverens indstiftelse berettes det, at "lovsangen blev sunget"; man træffer i det hele i de tidligste efterretninger i evangelierne, i Apostlenes Gerninger og de forskellige apostelbreve hyppig omtale af salmer og hymner, afsunget ved de kristnes sammenkomster. Hvorledes denne første kristne sang har været beskaffen, ved vi ikke, men overvejende sandsynlighed taler for, at den har stået dels den jødisk tempelsang, dels den dengang almindelige græsk-romersk sang nær.
En genklang fra antikken, vekselsange, "antifonier", er karakteristisk for de kristne. Efterhånden som kirken vandt fodfæste, blev også kirkesangen ordnet. I den græske kirke nævnes Basilios den Store (d. 379) og Chrysostomos (d. 398) (formodentlig Johannes Chrysostomos d. 407) som grundlæggende i denne henseende. For den latinske kirke blev kirkeforsamlingen i Laodicea (364) af betydning, fordi denne bestemmer, at sangen i kirkerne skal udføres af særlig dertil uddannede cantores, en bestemmelse, som, fremkommet af nærliggende praktiske grunde, fik betydning for fremtiden, idet derved det folkelige element, menighedssangen, gik tabt for den latinske kirke. Til uddannelse af disse cantores blev der grundlagt sangerskoler, hvoraf den i Rom nævnes allerede i 5. århundrede (Pave Hilarius 1. d. 468).

## Den latinske kirke
I den latinske kirke nævnes den ambrosianske kirkesang (Milano, 4. århundrede); den endelige organisation skete ved den gregorianske kirkesang (Rom, 7.-8. århundrede). Den gregorianske kirkesang blev med kristendommen udbredt overalt, hvor den latinske kirke satte sig fast, og har lige indtil vore dage, altså i over 1000 år, udgjort det musikalske enhedsmærke for hele den latinske kirke. Den nyeste forskning viser, at de ældgamle melodier endnu for største delen er bevarede, derimod blev rytmen -; oprindelig en fri, oratorisk rytme -; desværre forvansket i løbet af Middelalderen (cantus planus). Først i vor tidsalder har man vendt sig mod dette forhold og atter gengivet den gregorianske sang sit rytmiske liv.
Den gregorianske sang
Den gregorianske sang var altså beregnet på at afsynges af kirkens udlærte cantores. Senere hen i Middelalderen opstod dog ved siden heraf mere folkelige former, hymner og såkaldte "sekvenser" eller "proser", som fik rig anvendelse ved de store kirkefester, ved valfarter, helgenfester og lignende, hvor også menigheden kunne deltage i udførelsen. Forskellige klostre, navnlig det i St. Gallen, blev hovedsædet for denne folkelige kirkesang, hvortil senere føjede sig de talrige, særlig populære Maria-viser, med tekster til dels på modersmålet.
Polyfoni
Den gamle kirkesang, særlig den gregorianske, var efter sin natur enstemmig. Flerstemmigheden kommer først op i 10. århundrede (Hucbalds "Organum" Mere udviklede former af flerstemmighed opstod fra 12. århundrede i den såkaldte discantus eller déchant, oprindelig vistnok en fransk kunstform med hovedsædet i Notre Dame i Paris. I løbet af 15. og 16. århundrede udviklede dette sig til en højst kunstfærdig kontrapunktik i den såkaldte nederlandske skole (fra Gilles Binchois og Guillaume Dufay til Johannes Ockeghem,  Jacob Obrecht,  Josquin Desprez, Nicolas Gombert , Orlandus Lassus etc.). På to hovedpunkter strandede imidlertid denne skole: kunstfærdigheden udartede til kunstlethed, og teksten forsvandt aldeles i det kontrapunktiske stemmevæv. Omsider rejste kirken sig herimod, og det var ikke langt fra, at hele denne retning var blevet forkætret ved kirkeforsamlingen i Trident i 1564.
Men allerede på den tid var en ny skole i begreb med at føre den nederlandske kontrapunktik op til ideale højder, hvor ædel kunst forbinder sig med klarhed og renhed, den romerske polyfone skole med Giovanni Pierluigi da Palestrina som fører, de to Nanini (Giovanni Maria Nanino 1545-1607 og Giovanni Bernardino Nanino 1560–1623), de to Anerio (Felice Anerio 1560-1614 og Giovanni Francesco Anerio 1567-1630), Vittoria (det italienske navn for Tomás Luis de Victoria 1548-1611) og Francesco Soriano 1549-1621 som nærmeste efterfølgere. De angiver grundlinierne for den kirkelige polyfone kunst lige til vor tid.

## Reformationen
Omtrent på samme tid bragte reformationen en omvæltning i kirkesangen: den protestantiske koral kom til verden. Med rette er Luther betegnet som føreren her – han selv var en grundmusikalsk natur og forstod fuldt ud betydningen af at få menighedssangen ind i liturgien som regelmæssigt led. Det er dog en misforståelse at tro, at Luther brød med den gamle latinske kirkesang, tværtimod, han ærede og elskede den, og bibeholdt den, så vidt muligt, i messen. Men ved siden heraf gav han menigheden sange at synge, dels gamle latinske kirkemelodier, indrettede efter de ny krav, dels folkemelodier. Luther har fået ord for at have "komponeret" mange af disse koraler, men det turde nu anses for oplyst, at hans fortjeneste ligger i at have udvalgt dem og lempet dem til, altså, om man vil, "redigeret" dem. Med andre ord, han forholder sig til den lutherske kirkesang på samme måde som i sin tid pave Gregor til den katolske kirkesang. Hans medarbejdere var især Johann Gottfried Walther og Ludwig Senfl. Den første udgav 1524 den første lutherske sangbog. En række tyske mestre fra 17. århundrede arbejdede videre, til dels i kunstfulde former på samme sag: Sethus Calvisius, Johannes Eccard, Johann Crüger, Hans Leo Hassler, de tre Praetorius og flere.
Det protestantiske Frankrig fik sin kirkelige sangbog 1565, idet Claude Goudimel redigerede og udsatte melodier til Clément Marots og Theodor Bezas omdigtninger af Davids salmer. I England anses John Merbecke (ca. 1510-85) som den, der har kodificeret den engelske salmebog.

## Den store forandring omkring 1600
For kirkemusik som kunst blev den omvæltning, der i musikkens historie fuldbyrdede sig hen imod år 1600, af stor betydning: operaens tilblivelse og den dermed i forbindelse stående indførelse af et nyt stilprincip, det homofone. Som der for teatret blev komponeret operaer, blev der for kirken komponeret gejstlige dramaer. Heraf fremgik oratoriet med Giacomo Carissimi (1605-74) i Rom som foregangsmand, en omformning skete af motetter og salmekompositioner i ny homofon stilart, og der opstod ny former for kirkemusik, kantaten for én eller flere solostemmer, koncerten for instrumenter.
Selvstændig instrumentalmusik i kirken
Med den sidste får vi en hidtil ukendt faktor ind i kirkemusik, det selvstændig instrumentale. Tidligere havde instrumenterne efter sagens natur kun indtaget en underordnet, en tjenende plads. Selv med kirkens særlige instrument, orglet, var man ikke ude over de første forsøg (Squarcialupi i Firenze, Merulo i Venedig, Frescobaldi i Rom, og flere). Nu derimod fremtrådte instrumenterne selvstændig, efterhånden ganske uafhængige af sangstemmerne. Skolen i Venedig med Giovanni Gabrieli i spidsen gjorde de første skridt i denne retning. Kirkemusik fik større glans og farve, mere liv og bevægelse, idet der derved tilstræbtes og opnåedes store "effekter". Naturligvis, virkede meget af alt dette helt og holdent udadtil, og man forstår faren ved disse nydannelser for det egentlige centrale i kirkemusik; det varede dog endnu en rum tid, inden disse ydre smykker helt tog magten fra den kirkelige stil.

## Tyskland
Den ny stil omplantedes fra Italien til Tyskland af Giovanni Gabrielis elev Heinrich Schütz og nåede en rig og storslået udvikling i Johann Sebastian Bachs geniale værker, samtidig med hvilke Händels oratorier står frem som en art gammeltestamentlige monumenter i toner. Med disse to mestre kulminerer udviklingen. Den følgende tidsalder repræsenterer mere eller mindre parykstilen i kirkemusik (Giovanni Battista Pergolesi, Johann Adolph Hasse, Carl Heinrich Graun 1701-59 eller broderen Johann Gottlieb Graun 1703-71 etc), og det lykkedes kun enkelte benådede mestre at hæve sig ud herover (Mozarts rekviem). 19. århundredes komponister har for en del stillet sig ret udvendig til kirkemusik, Rossini fulgte det nedtrådte italienske spor, Berlioz anstillede instrumentale effekteksperimenter i sit rekviem, andre og mindre ånder fulgte på forskellig vis efter. Et værk som Beethovens kolossale Missa solemnis står helt for sig.
Henimod sidste halvdel af 19. århundrede er der dog sket et omslag, større alvor og stilrenhed har gjort sig gældende. I den katolske verden har Liszt og i sine senere år Verdi gjort sig bemærket, i den protestantiske verden Mendelssohn, senere Friedrich Kiel og Johannes Brahms, i Danmark J.P.E. Hartmann og for reformen af salmemelodiernes vedkommende Thomas Laub.